# Carsten Mohe

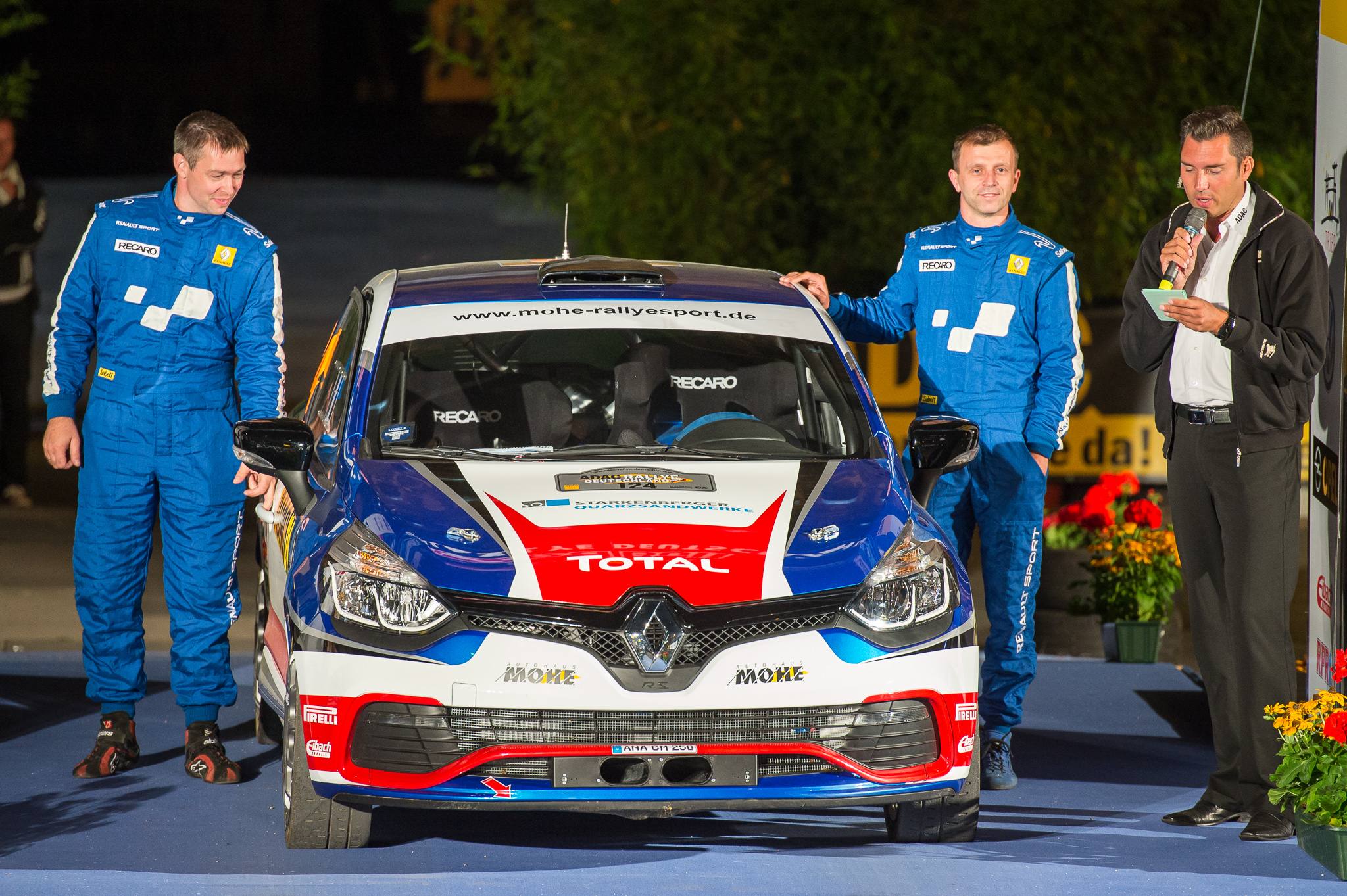
Carsten Mohe (rechts) bei der Rallye Deutschland 2014

Carsten Mohe (* 19. Oktober 1972 in Annaberg-Buchholz) ist ein deutscher Rallyefahrer.

## Karriere
Carsten Mohe fährt seit 1994 in der Deutschen-Rallye-Meisterschaft. 1997 wurde er Sieger der Zweiliter-Wertung im Renault und fuhr sein erstes Rennen in der Rallye-Weltmeisterschaft. 1998 wurde er Zweiter in der Zweiliter-Klasse, erneut auf einem Renault. 2003 wurde er Gesamtsieger der Super-1600-Klasse. 2011 wurde er Deutscher Rallyemeister für Frontantriebsfahrzeuge.
Carsten Mohe wohnt in Crottendorf.